# Gert Berg

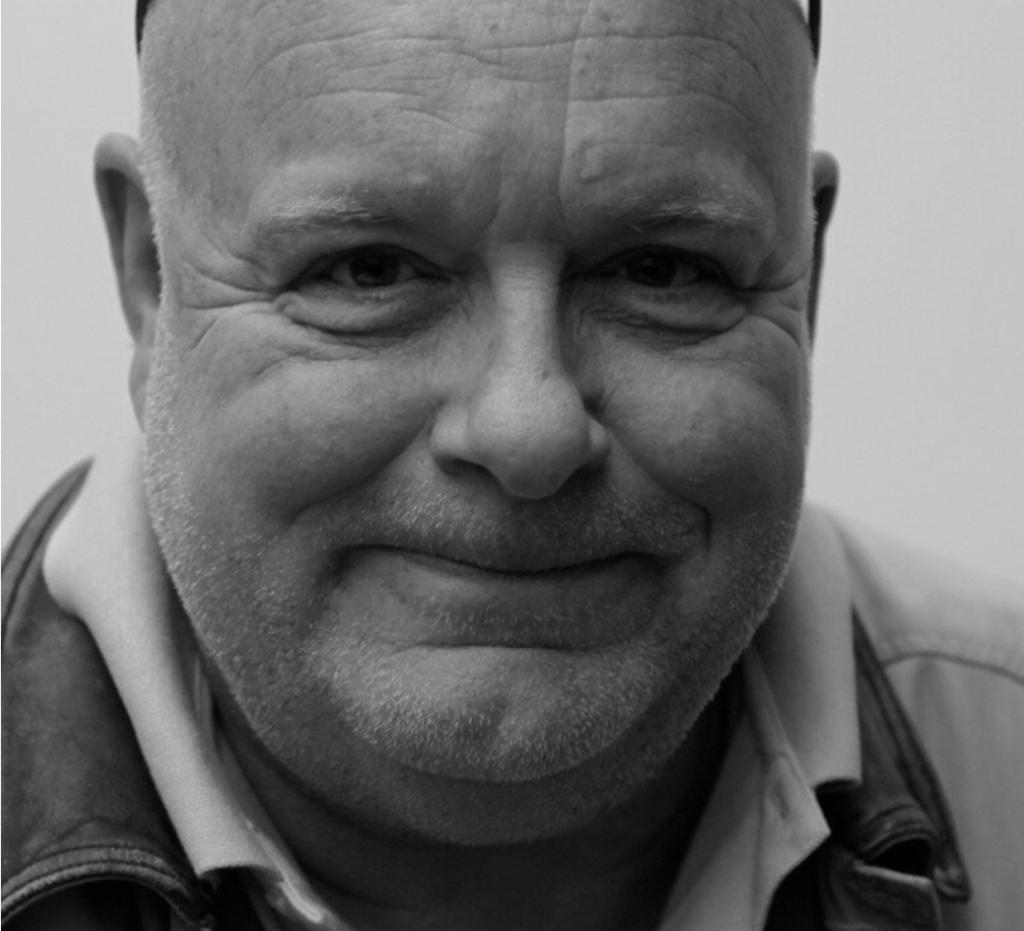
Gert Berg

Gert Berg (Foxhol, 25 augustus 1958) is een Nederlands journalist en televisiemaker.
Na een korte rechtenstudie en een jaar stage in New York kwam hij in 1978 op de School voor Journalistiek in Utrecht. Tijdens deze opleiding schreef hij onder meer voor Elseviers Magazine en weekblad Haagse Post. Voor dat tijdschrift werkte hij, samen met verslaggever Ton van Dijk, aan een aantal artikelen over corrupte Rotterdamse politieagenten. Deze artikelenreeks met coverstory’s  leidde tot diverse arrestaties.
Na een stage bij Veronica kreeg Berg daar een baan aangeboden. Hij werd verslaggever bij het programma Nieuwsradio. Twee jaar later werd hij daar eindredacteur en presenteerde het praatprogramma Confrontatie, dat ook in boekvorm verscheen. Weer twee jaar later werd hij Azië-correspondent voor de Nederlandse en Belgische radio en televisie en het Algemeen Dagblad met als standplaats Tokio.
Hij werd na zijn terugkeer uit Japan tv-verslaggever bij Veronica's Nieuwslijn, reisde jarenlang door de wereld en maakte reportages. De vooraanstaande tv-journalist en anchorman Jaap van Meekren werd zijn mentor en inspirator.
Bij de start van omroep RTL Veronique werd Gert Berg gevraagd om de eerste talkshow voor de commerciële tv te presenteren. Dit werd  BERG , een tegenhanger voor het programma RUR van Jan Lenferink .
In 1994 startte hij een eigen tv-productiebedrijf dat programma's als Schiphol Airport en Puberruil en documentaires produceert.
Voor zijn werk ontving Gert Berg onder meer de Europese tv-prijs in Berlijn en de Gold Award van het New York-festival. Daarnaast kreeg hij nominaties voor onder andere de Zilveren Nipkowschijf en de Japan TV Prize.